# 巴氏三鬚鱈
巴氏三鬚鱈，為輻鰭魚綱鱈形目江鱈科的其中一種，分布於東南太平洋及西南大西洋海域，棲息深度約310公尺，為底棲性魚類。